# TAMATEBAKO (太田裕美のアルバム)
『TAMATEBAKO』（たまてばこ）は、1984年に発表された太田裕美の18枚目のオリジナルアルバム。発売元はCBS・ソニー。
2001年5月23日、CDとして再発売された。規格品番はSRCL-5092。

## 解説
『Far East』『I do, You do あなたらしく、わたしらしく』に続き、夫となる音楽プロデューサーの福岡智彦がディレクターとして参加した。
前作の『I do, You do あなたらしく、わたしらしく』に続き、作詞家として駆け出し時代の銀色夏生が起用された。銀色夏生は、前作では「山本みき子」名義を使用していたが、本作と次作の『雨の音が聞こえる』では「山元みき子」名義を使用している。
編曲には前作、前々作に引き続き大村雅朗が参加。また前作に続いて川島裕二や板倉文が参加したほか、本作ではくじらの杉林恭雄が参加している。下田逸郎とのコンビによる「ロンリィ・ピーポー」シリーズ第4作も収録された。
先行シングルとして同年5月21日に『青い実の瞳』を発売。カップリング曲「バラになって逃げよう」は、本アルバムには収録されなかった。のちにシングルA面・B面曲を集めたベストアルバム『太田裕美 Singles 1978-2001』に収録されている。アルバムジャケットは、白い背景に青のモノトーンで太田の顔写真を写したシンプルなもので、シングルとアルバムは同じ写真のポーズ違いとなっている。
前作・前々作からのニュー・ウェイヴ路線、テクノ歌謡路線を推し進めた異色のアルバム。前作と同様に従来のファンからは賛否両論が巻き起こったが、「『木綿のハンカチーフ』の太田裕美」のイメージを突き崩すべくテクノ・ポップ路線を極めた実験的作品となった。
同年11月21日に発表された次作の3曲入りシングル『雨の音が聞こえる』では、作詞に銀色夏生を起用しつつも作曲は筒美京平が手がけ、イントロに「木綿のハンカチーフ」のフレーズを使うなど原点回帰した作品となっている。翌1985年1月26日に太田は福岡智彦と結婚し、子育てなどのため1996年まで音楽活動を休止。ニューアルバムの発表は1998年の『魂のピリオド』まで途絶えることとなった。

## 収録曲
1. 青い実の瞳
  - 作詞：山元みき子／作曲：太田裕美／編曲：大村雅朗
  - 1984年5月21日、先行シングルとして発売。
  - PVが存在する。
2. ランドリー
  - 作詞・作曲：杉林恭雄
3. 花さそう鳥目の恋人
  - 作詞：山元みき子／作曲：川島UG
4. ささら
  - 作詞：山元みき子／作曲：太田裕美
5. グッバイ・グッバイ・グッバイ
  - 作詞：山元みき子／作曲：川島UG
6. 夏へ抜ける道
  - 作詞・作曲：太田裕美
7. よそ見してると…
  - 作詞・作曲：杉林恭雄
8. チラチラ傘しょって
  - 作詞：山元みき子／作曲：板倉文
9. ロンリィ・ピーポーIV
  - 作詞：下田逸郎／作曲：太田裕美
10. ねえ、その石は
  - 作詞：山元みき子／作曲：板倉文